# Gongronia
Gongronia là một chi rêu trong họ Dicranaceae.